# Бранковци (община Босилеград)
 Тази статия е за селото в Западните покрайнини, Сърбия.  За селото в България вижте Бранковци.  
Бранковци (на сръбски: Бранковци или Brankovci) е българско село в Община Босилеград, Сърбия.

## Произход на името
Местните легенди свързват произхода на Бранковци още от преди турското нашествие с името местния българския феодал Бранко, който отбранявал планината заедно със съседа и побратима си Босилко (Бусила) с който дори любибили една и съща девойка, но това не развалило дружбата, а само усилило юначеството им, така, подобно на близкия Кюстендил, възприел името на деспот Константин Деян, тук останали имената на Бранковци (Бранково) и на Босилеград (Босилково), тоест на крепостта „Бусилово Градище“ на 1 км от Босиловград. Според предание Бранко и Босилко били убити при средновековната църква „Св. Спас“, край село Райчиловци, която била разрушена от турските нашественици.

## Етнически състав
(2002)
- 79,31% българи
- 16,37% югославяни
- 1,72% сърби
- 0,86% македонци
- 0,86% непознати